# Vatteville-la-Rue

Vatteville-la-Rue este o comună în departamentul Seine-Maritime, Franța. În 1 ianuarie 2022 avea o populație de 1.118 de locuitori.